# Février 1941
Les événements concernant la Seconde Guerre mondiale sont détaillés dans l'article Février 1941 (Seconde Guerre mondiale).

## Événements
- 1er février :
  - en France, fondation du RNP (Rassemblement national populaire) par Eugène Deloncle et Marcel Déat, transfuge du parti socialiste.
  - dans le royaume d'Irak, les Britanniques obtiennent le renvoi de Rashid Ali al-Kaylani par le régent, remplacé par Taha al-Hashimi. Ce dernier tente de réduire l’influence des nationalistes arabes dans l’armée mais est renversé.

- 9 février :
  - en France, démission de Pierre-Étienne Flandin, remplacé comme vice-Premier ministre et ministre des Affaires étrangères par l’amiral François Darlan, que le maréchal Pétain désignera le lendemain comme son dauphin.
  - bombardement de Gênes par la force H britannique.

- 10 février : en France, à la faveur d’un remaniement ministériel, Darlan se retrouve détenteur de la vice-présidence du Conseil, des ministères des Affaires étrangères, de l’Intérieur, de la Marine et de l’Information (fin le 18 avril 1942).

- 11 - 22 février : incidents à Amsterdam après les premières déportations de Juifs par l'occupant allemand[1].

- 12 février :
  - l’Afrikakorps de Rommel avance vers Tripoli.
  - le général Joukov devient chef d’état-major de l’Armée rouge.
  - entrevue de Bordighera entre Mussolini et Franco.

- 14 février : l’État national-légionnaire est supprimé et la Roumanie devient un régime autoritaire nationaliste et collaborant avec le Reich d'Hitler[2].

- 24 - 25 février : première utilisation opérationnelle du bombardier Avro Manchester lors d'un raid sur Brest.

- 25 février : Mogadiscio, en Somalie, ville italienne, est prise par des forces britanniques.

- 26 février :
  - grève générale à Amsterdam contre la déportation des Juifs[3].
  - la Hongrie signe un traité d’amitié éternelle avec la Yougoslavie à Belgrade.

- 28 février : mort à Rome en exil du roi Alphonse XIII d'Espagne. Son fils Jean devient prétendant au trône.

## Naissances
- 3 février :
  - Radvilas Gorauskas, joueur brésilien de basket-ball.
  - Carol Mann, golfeuse américaine(† 20 mai 2018).
  - Álvaro Valbuena, peintre colombien.
  - Edouard Volodarski, dramaturge et scénariste russe († 8 octobre 2012).
- 4 février : Laisenia Qarase, Homme politique Fidjien († 21 avril 2020).
- 5 février : Kaspar Villiger, homme politique et ancien conseiller fédéral suisse.
- 8 février :
  - Wolfgang Blochwitz, footballeur est-allemand († 8 mai 2005).
  - Nick Nolte, acteur et producteur américain.
- 10 février : Michael Apted, Réalisateur, producteur de cinéma et de télévision anglais († 7 janvier 2021).
- 11 février : 
  - Sonny Landham, acteur américain († 17 août 2017).
  - Sérgio Mendes, chanteur, pianiste et compositeur de jazz brésilien († 6 septembre 2024).
- 12 février : 
  - Pépito Pavon, footballeur franco–espagnol († 17 octobre 2012).
  - Dennis Sullivan, mathématicien américain.
- 13 février : Sigmar Polke, peintre.
- 14 février : Donna Shalala, femme politique américaine.
- 17 février :
  - Julia McKenzie, actrice.
  - Gene Pitney, chanteur américain († 5 avril 2006).
- 18 février : David Kilgour, homme politique canadien († 5 avril 2022).
- 19 février : Shinji Ogawa, seiyū et acteur japonais († 7 mars 2015).
- 20 février : Buffy Sainte-Marie, compositrice et actrice canadienne.
- 22 février : Rolland Ehrhardt, footballeur français († 3 janvier 2007).
- 27 février : Gabriel Zubeir Wako, cardinal soudanais, archevêque de Khartoum.

## Décès
- 5 février : Édouard Paul Mérite, peintre et sculpteur français (° 7 mars 1867).
- 18 février : George Minne, sculpteur belge (° 30 août 1866).
- 20 février : La Bolduc, auteur-compositrice-interprète, harmoniciste, violoneuse québécoise (° 1894).
- 21 février :
  - Frederick Banting, physicien canadien, Prix Nobel de médecine 1923 (° 14 novembre 1891).
  - Guerrita (Rafael Guerra Bejarano), matador espagnol (° 6 mars 1862).
  - Louis Rebour, capitaine au long cours, compagnon de la Libération (° 2 juillet 1907).
- 28 février : l'ex-roi Alphonse XIII d'Espagne, duc de Tolède (° 17 mai 1886).